# Таври
Таврите са древен народ, обитавал подножието на планините на Крим в областта Таврия. Споменати са в писанията на древногръцките и римските историци и географи, включително и от „бащата на историята“ Херодот.
Поради липсата на собствени писмени извори, не е известно какъв език говорят, но със сигурност е индоевропейски.
Таврите са споменати от Херодот в описанието си за скитско-персийската война. Таврите са сред онези народи, които отказват да помогнат на скитите срещу персите. Обитавали планините около Керченския проток. Почитали богинята Деве, в която елините съзрели Ифигения. Пленниците си хвърляли в морето или заравяли живи, а на противниците в бой рязали главите. Занимавали се и с война и грабежи.
В началото на I век Боспорското царство начело с Аспург успял ведно с околните им племена да ги подчини. Страбон пише, че се занимават и с пиратство. Тацит споменава за смъртта през 49 г. на римски войници, жертви на корабокрушение, включително и префекта на група в земите на таврите. Амиан Марцелин също отбелязва жестокостта на това племе, и злобата която хранят към чужденците.